# Steve Bainbridge
Stephen Bainbridge, detto Steve (Newcastle upon Tyne, 7 ottobre 1956), ex rugbista internazionale per l'Inghilterra, di ruolo seconda linea.

## Biografia
Alto 201 cm, Bainbridge giunse al rugby relativamente tardi, intorno ai 15 anni; in precedenza era stato decatleta e campione britannico scolastico in tale specialità.
Una volta scoperto il rugby entrò nel Gosforth, club da cui poi prese vita il Newcastle Falcons, e nel 1982 esordì in Nazionale inglese a Parigi contro la Francia durante il Cinque Nazioni di quell'anno; nel 1983 fu convocato per il tour dei British Lions in Nuova Zelanda in cui disputò due test match contro gli All Blacks.
Alla metà degli anni ottanta passò al Fylde, durante la cui militanza fu convocato per la Coppa del Mondo di rugby 1987 in Australia e Nuova Zelanda, il suo ultimo appuntamento internazionale: ivi infatti disputò il suo diciottesimo, e finale, test match contro gli Stati Uniti a Sydney.
Continuò a giocare fino ai primi anni novanta all'Orrell e di nuovo al Gosforth, per poi, una volta terminata la carriera, continuare nella sua attività di rappresentante di motori.